# 雉 (隼型水雷艇)
|          |                                                                        |
| 艦歴     |                                                                        |
| 計画     | 明治30年度計画                                                         |
| 起工     | 1902年9月2日 1904年6月14日（代艇）                                     |
| 進水     | 1903年11月5日 1905年4月18日（代艇）                                    |
| 就役     | 1904年1月23日 1905年5月9日（代艇）                                     |
| 除籍     | 1923年12月15日                                                         |
| その後   | 1904年3月31日座礁大破し放棄 1923年12月15日雑役船編入、曳船兼交通船指定 |
| 廃船     | 1926年10月2日                                                          |
| 売却     | 1926年10月29日                                                         |
| 性能諸元 |                                                                        |
| 排水量   | 常備：152トン                                                          |
| 全長     | 垂線間長：45.00m (147ft 7in 11/16)                                     |
| 全幅     | 4.91m (16ft 1in 7/16)                                                  |
| 吃水     | 1.45m (4ft 9in 3/32)                                                   |
| 機関     | ノルマン式缶2基 直立式3気筒3段膨張レシプロ2基 2軸 4,200馬力            |
| 速力     | 28.5ノット                                                             |
| 航続距離 | 10ノットで2,000海里                                                    |
| 燃料     | 石炭：28.5トン（満載）                                                 |
| 乗員     | 30名                                                                   |
| 兵装     | 4.7cm保式単装軽速射砲3基（推定） 45cm水上旋回式発射管3基               |

雉（きじ）は、日本海軍の水雷艇で、隼型水雷艇の10番艇である。同名艇に鴻型水雷艇の「雉」があるため、こちらは「雉 (初代)」や「雉I」などと表記される。

## 艦歴
発注時の艇名は第十一号百二十噸水雷艇。1900年（明治33年）10月15日、雉と命名。1901年（明治34年）2月7日、水雷艇に編入され等級一等となる。1902年（明治35年）9月2日、呉海軍造船廠で起工。 1903年（明治36年）11月5日に進水し、1904年（明治37年）1月23日に竣工。
日露戦争では旅順口攻撃に参加。1904年3月31日、哨戒作戦の帰途に対馬南端豆酸埼沖で大破し、修復不能で放棄された。取り外した兵器等の一部を再用し、船体に呉海軍工廠にあった残材を利用して代艇を建造することとなり、同年6月4日、呉海軍工廠で起工。 1905年（明治38年）4月18日に進水し、同年5月9日に竣工。日本海海戦では第十九艇隊に所属して夜戦に参加。
1923年（大正12年）12月15日に除籍され、同日、雑役船に編入となり、曳船兼交通船に指定され海軍水雷学校所属となる。1926年（大正15年）10月2日に廃船となり、同年10月29日に売却。

## 艇長
- 下条小三郎 少佐：不詳 - 1904年4月18日[9]
- 大藤正直 大尉：1923年6月30日[10] - 1923年11月20日[11]
- 金原真一郎 大尉：1923年11月20日[11] -